# Obelisk des Theodosius

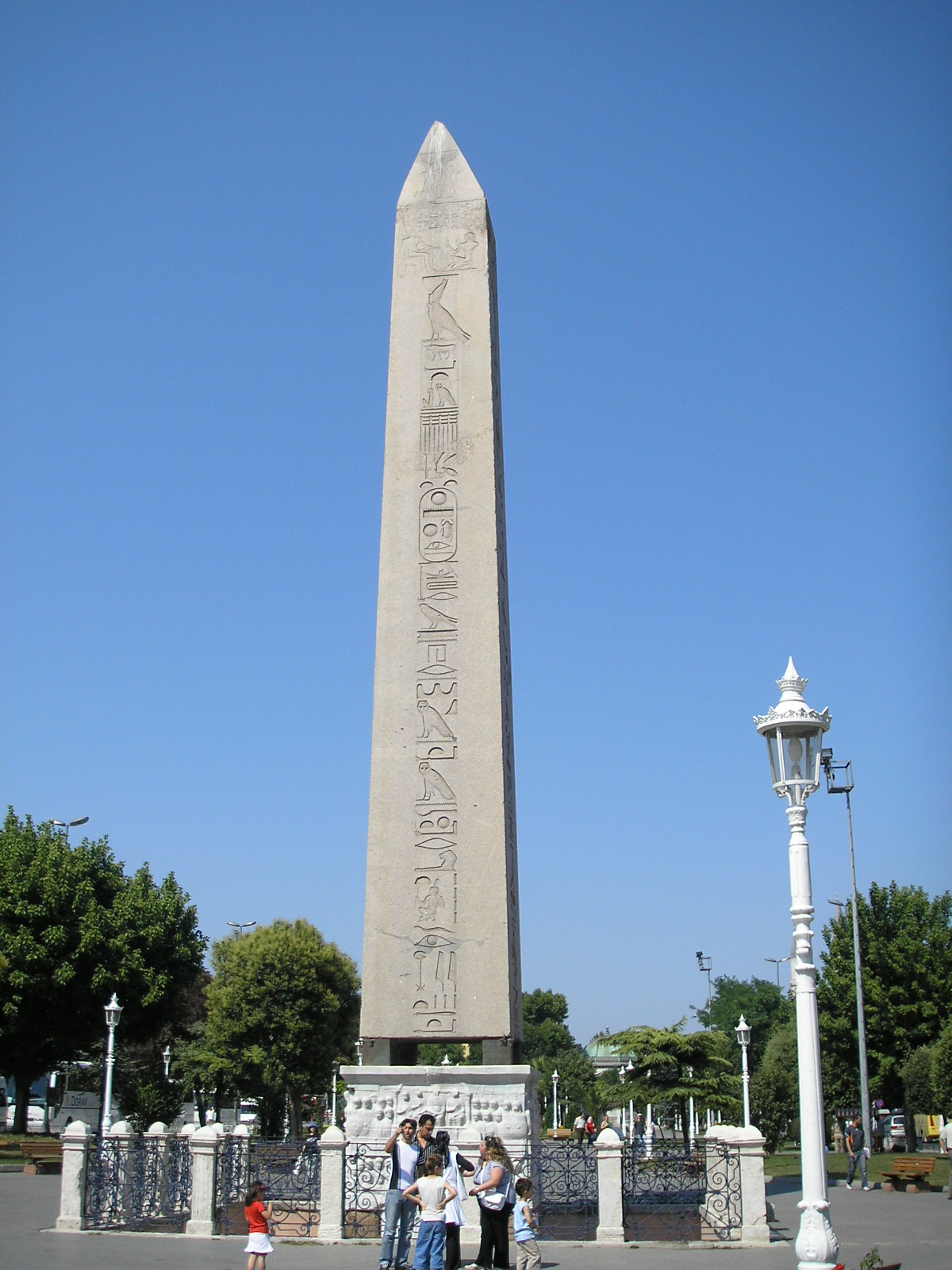
Südwestseite des Theodosiusobelisks in Istanbul.

Der Obelisk des Theodosius (auch Obelisk von Istanbul; türkisch Theodosius Obeliski, Mısır Obeliski, Dikilitaş genannt) ist ein altägyptischer Obelisk, der unter Kaiser Theodosius I. nach Konstantinopel gebracht und dort im Jahr 390 n. Chr. im Hippodrom aufgestellt worden ist, dem heutigen Sultanahmet Meydanı.

## Bautechnische Daten

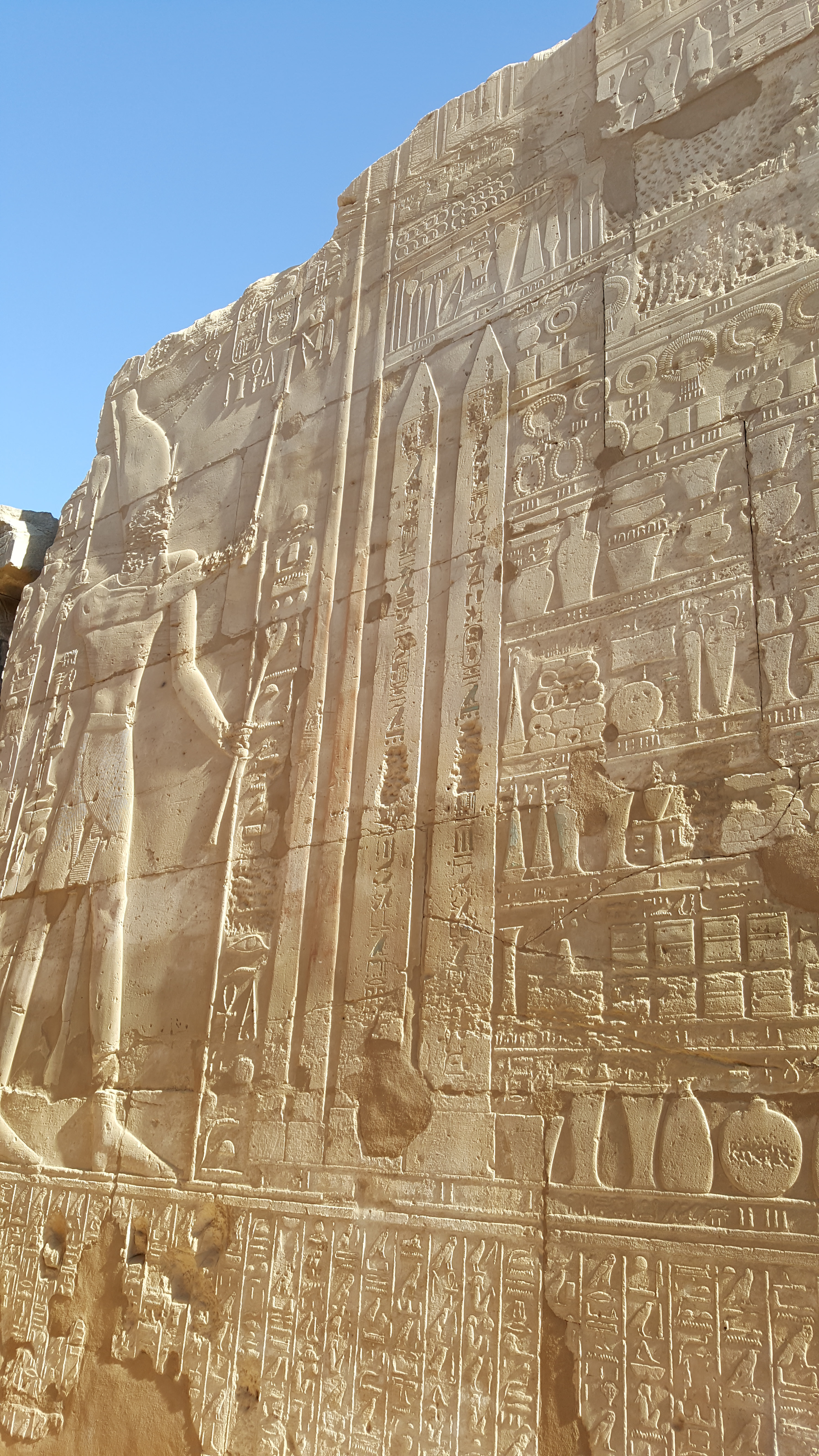
Opferszene des Thutmosis III. vor den beiden Obelisken

Der altägyptische Obelisk, geschaffen in der Regierungszeit von Pharao Thutmosis III., ist mit seinen ca. 3.500 Jahren das älteste Denkmal Istanbuls. Der Monolith besteht aus rötlichem Granit und ist auf allen seiner vier Seiten mit Hieroglyphen beschriftet.
Die Höhe des Obelisken beträgt im heutigen Zustand nur noch 19,59 m, da der untere Abschnitt fehlt. Erhalten ist nur noch der obere Teil. Gemäß verschiedenen Berichten ist das fehlende Stück entweder während der Niederlegung, dem Transport oder der Aufrichtung abgebrochen oder abgeschnitten worden, jedoch bedürfen diese Aussagen konkreter Nachweise. Ursprünglich betrug die Höhe des ganzen Monoliths mehr als 30 m. Diese Höhenangabe ist durch eine vermutliche Darstellung dieses Obelisken und seines Partners von Thutmosis III. im Annalensaal hinter dem 6. Pylon des Tempels des Amun in Karnak bekannt. Demnach entspricht die Hieroglypheninschrift des rechts dargestellten Obelisken der Südostseite des Obelisken in Istanbul. Anhand der kompletten Hieroglypheninschrift konnte festgestellt werden, dass dem heutigen Obelisken ungefähr 1/3 seiner originalen Höhe fehlt.
Seine Breite beträgt ca. 2,5 m und sein Gewicht wird auf ca. 200 Tonnen geschätzt.
Anhand der oben genannten Opferszenendarstellung kann man darauf schließen, dass der Obelisk von Istanbul zu einem Obeliskenpaar gehörte, von dem am ursprünglichen Ort vor dem 7. Pylon in Karnak sich nur noch der Sockel und ein Teil des Schaftes befinden. Der Lateranische Obelisk, ein zweiter Obelisk aus dem Karnak-Tempel, wurde im 4. Jahrhundert nach Rom transportiert. Dieser stand jedoch östlich des Festtempels des Thutmosis III.

## Geschichte

### Pharao Thutmosis III. (1504–1450)
Der Obelisk stammt ursprünglich aus Ägypten, wo ihn ein Pharao der 18. Dynastie Thutmosis III., ca. 1504–1490 v. Chr. zum Anlass seines Naharina-Feldzuges, gegen das Reich der Mitanni östlich des Euphrats, errichten ließ. Durch diese Überschreitung dehnten sich die Grenzen Ägyptens weiter aus als jemals zuvor. Somit wurde dieser Feldzug Thutmosis III. größter militärischer Triumph. Durch die Inschrift auf dem Obelisken „Herr der Jubiläen“ lässt sich zudem noch ableiten, dass der Obelisk eventuell auch anlässlich des Regierungsjubiläums von Thutmosis III. errichtet worden sein könnte.
Der rote Granit, woraus der Monolith besteht, ist in Ägypten nur im Gebiet von Assuan vorhanden, weshalb davon ausgegangen werden kann, dass sich der Steinbruch des Obelisken von Istanbul in dieser Gegend befindet.
Der ursprüngliche Standort des Granitblocks befand sich an der Querachse des großen Tempels von Karnak, im Süden des siebenten Pylons.

### Kaiser Konstantin I. (306–337)
Im Jahre 330 machte Kaiser Konstantin I. Konstantinopel zur neuen Hauptstadt des römischen Reiches. Der Bau des Hippodroms (Pferderennbahn) hatte schon während der Regierungszeit des Kaisers Septimius Severus (193–211) begonnen und wurde in der Regierungszeit Kaiser Konstantin I. erweitert und abgeschlossen.
Um seine neu gegründete Stadt an Wert und Bedeutung gewinnen zu lassen und das Hippodrom auszuschmücken, ließ Kaiser Konstantin I. wertvolle Gegenstände und Monumente aus anderen Städten in seine Stadt bringen, etwa nach Vorbild des Circus Maximus in Rom. Somit wurde auf Befehl des Kaisers ein Obelisk aus Theben nach Alexandria gebracht, um von dort dann nach Konstantinopel auf der Spina des Hippodroms aufgestellt zu werden.

### Kaiser Constantius II. (337–361)
Nach dem Tod Kaiser Konstantins I. brachte sein Sohn Kaiser Constantius II. den in Alexandria zwischengelagerten Obelisken anstelle von Konstantinopel nach Rom und ließ ihn dort im Circus Maximus im Jahre 357 aufstellen (Lateranischer Obelisk).
Wann letzten Endes der zweite Obelisk dieses Paares für das Hippodrom in Konstantinopel aus Theben abtransportiert wurde, bleibt zweifelhaft. Jedoch blieb das Vorhaben den Monolithen aus Alexandria nach Konstantinopel zu transportieren unvollendet, aufgrund des Todes vom Kaiser.

### Kaiser Julian (361–363)
Kaiser Constantius II. Nachfolger Kaiser Julian übernahm diese unvollendete Aufgabe und wandte sich in einem Brief im Jahre 363 an die Bewohner Alexandrias, in welchem er diese zur Übersendung des Obelisken auffordert, welcher am Hafen von Alexandria auf dem Boden liegend verblieben war. Im Gegenzug für die Übersendung des Granitblocks bot Kaiser Julian ihnen eine Statue von sich selbst aus Bronze an. Aus dem Brief gelangt man zudem zu der Erkenntnis, dass Kaiser Constantius II. bereits zu seiner Zeit ein Transportschiff hatte erbauen lassen, um den Obelisken nach Konstantinopel zu bringen.
Wann und ob überhaupt der Forderung von Kaiser Julian nachgekommen wurde, bleibt ungeklärt.

### Kaiser Theodosius I. (379–395)
Erst ca. 30 Jahre später wurde schließlich der Obelisk im Jahre 390, während der Regierungszeit von Kaiser Theodosius I., auf der Spina im Hippodrom in Konstantinopel aufgerichtet. Transport und Aufstellung des Obelisken wurden auf dem Sockel des Monoliths, worauf er aufgerichtet wurde, ins Bild gesetzt. Inschriften in griechischer und lateinischer Sprache geben an, dass der Obelisk unter dem Stadtpräfekten von Konstantinopel Proculus in 32 Tagen aufgerichtet worden sei.
Für den Obeliskentransport wurde von der Marmaraküste bis zum Hippodrom eine gesonderte Straße errichtet.
Der Standort des Obelisken im Hippodrom glich dem Standort des Obelisken im Circus Maximus in Rom: mittig auf der Spina.

## Aufbau
Das eigentliche Fundament des Obelisken befindet sich unterhalb des heutigen Bodenniveaus des Sultanahmet Meydanı. Hier befindet sich ein fast quadratischer zweistufiger Unterbau mit einem Grundrissmaß von ca. 7,05 m mal 7,10 m, welcher aus einem porösen und grauen Kalkstein besteht.
Auf diesem ruht mittig der untere Teil des Marmorsockels mit einer Höhe von 1,40 m und einer ebenso beinahe quadratischen Fläche von ungefähr 3,77 m mal 3,87 m. Dieser untere Teil der Basis ist zu seiner Nordost- und Südwestseite mit einem Relief, sowie zu seiner Nordwest- und Südostseite mit Inschriften verziert. Im darüber liegenden Bereich von ca. 55 cm Höhe reduziert sich der Grundriss des Sockels auf ca. 3,20 m mal 2,85 m, es wirkt so, als würde der Basisblock in diesem Bereich zurückspringen. Die Ecken wurden in diesem Abschnitt durch rote Granitblöcke verstärkt. Zwischen diesen Granitecken wurde der Sockel mit einem Rillen beziehungsweise einem Pfeifenornament ausgebildet.
Darauf folgt dann der obere Teil des Sockels, welcher mit einer Höhe von ca. 2,36 m und einer Fläche von ca. 2,50 m mal 2,25 m annähernd quaderförmig ausgebildet wurde. Auch dieser obere Teil der Basis wurde zu allen vier Seiten mit einem Relief geschmückt.
Über dem oberen Basisblock befinden sich, etwas nach innen versetzt, vier Bronzewürfel an den Ecken, welche die Funktion haben, die Lasten des darüber liegenden Obelisken abzutragen. Die Würfel weisen eine Höhe von ca. 49 cm sowie einer Kantenlänge von ca. 47 cm auf. Jeder dieser Bronzewürfel lässt an drei Seiten einen Haken erkennen (einen diagonal aus der Ecke und zwei horizontal zur Grundfläche). Welche Nutzung diese Haken hatten, bleibt ungewiss. Man geht davon aus, dass diese möglicherweise zum Befestigen und Anbringen von Kränzen und ähnlichem genutzt worden sind. Zudem ist bekannt, dass jeder dieser Bronzewürfel für eine sichere Wahrung in Blei eingetaucht wurde.
Wie bereits erwähnt sitzt der 19,59 m hohe Granitobelisk auf diesen vier Bronzewürfeln auf. Alle vier Schaftseiten des Monolithen sind mit Hieroglyphen verziert. Er hat einen rechteckigen Grundriss von etwa 2 × 1,75 m, wobei die Nordost- und Südwestseite breiter sind als die anderen beiden Seiten. Das Pyramidion (die Spitze des Obelisken) nimmt einen Abschnitt von 2,67 m ein und enthält auch ägyptische Bildfelder. Auf die Pyramidionspitze war in der Spätantike ein Pinienzapfen angebracht. Dieser ist aber in den darauffolgenden Jahren abgefallen und hat dabei die Spitze beschädigt hinterlassen. Außerdem wird bei einem Blick von oben auf den Obelisken sichtbar, dass dessen Spitze eine Verschiebung in nördlicher Richtung von der Mitte aus aufweist, also leicht schief ist.

## Beschreibung und Symbolik

### Der Sockel
Der Sockel aus Marmor ist ein bedeutendes Denkmal theodosianischer Zeit. Auf allen vier Seiten trägt er eine Reliefverzierung mit unterschiedlichen Szenen kaiserlicher Selbstdarstellung. Jede dieser vier Abbildungen wird für sich gelesen.

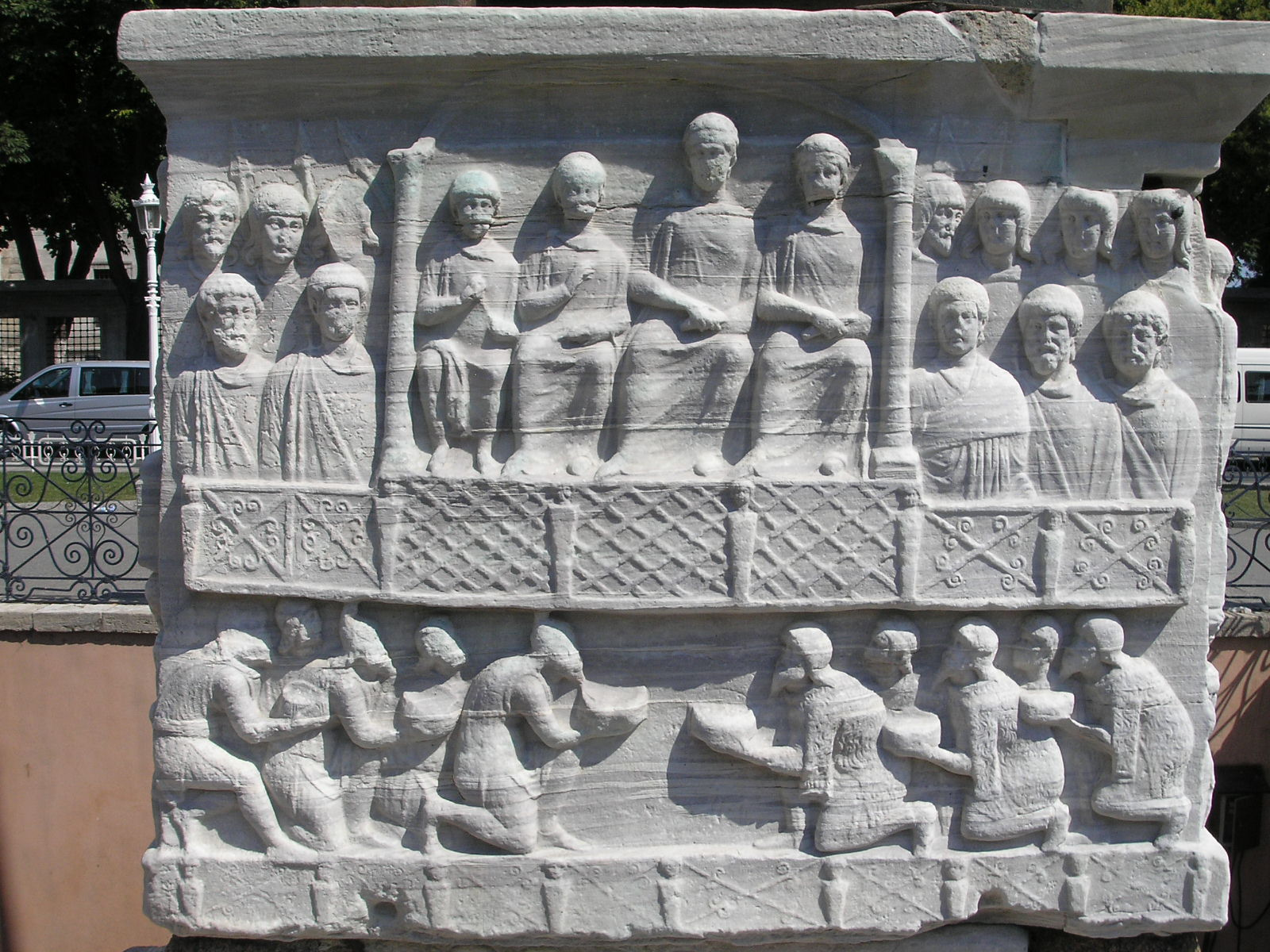
Nordwestseite.

#### Nordwestseite
Auf der Nordwestseite sind vier Personen sitzend in der kaiserlichen Loge des Hippodroms abgebildet. Es ist davon auszugehen, dass es sich hierbei um drei Kaiser und einem Prinzen handelt. Dabei könnte es sich, wie auf der Südwestseite, um die Kaiser Theodosius, Valentinian II., Arcadius und Honorius. Links und rechts neben der kaiserlichen Loge befinden sich jeweils fünf und sieben weitere Personen. Davon sind die sieben in der hinteren Reihe stehenden Personen Leibwächter (domestici), die man anhand ihrer Rundschilde und Lanzen identifizieren kann. Die vor den Leibwächtern stehenden restlichen fünf Personen scheinen Mitglieder des Hofstaats zu sein. Im unteren Abschnitt sind jeweils fünf Personen links und fünf Personen rechts in kniender Haltung dargestellt, welche den Kaisern in der Loge Geschenke oder Tribute entgegenstrecken. Bei genauerem Blick ist zu erkennen, dass sich die insgesamt 10 Personen im unteren Abschnitt alle voneinander unterschieden, was darauf hindeutet, dass es sich bei diesen 10 Personen um Beauftragte unterschiedlicher Völker und Regionen handelt.
Im unteren Teil des Sockels befindet sich eine griechische Inschrift, welche übersetzt wie folgt lautet:

„Die viereckige Säule, die immer lastend auf der Erde lag, wagte allein der Kaiser Theodosius aufzurichten; Proclus rief er sich zu Hilfe. So stand die Säule in zweiunddreissig Sonnen.“

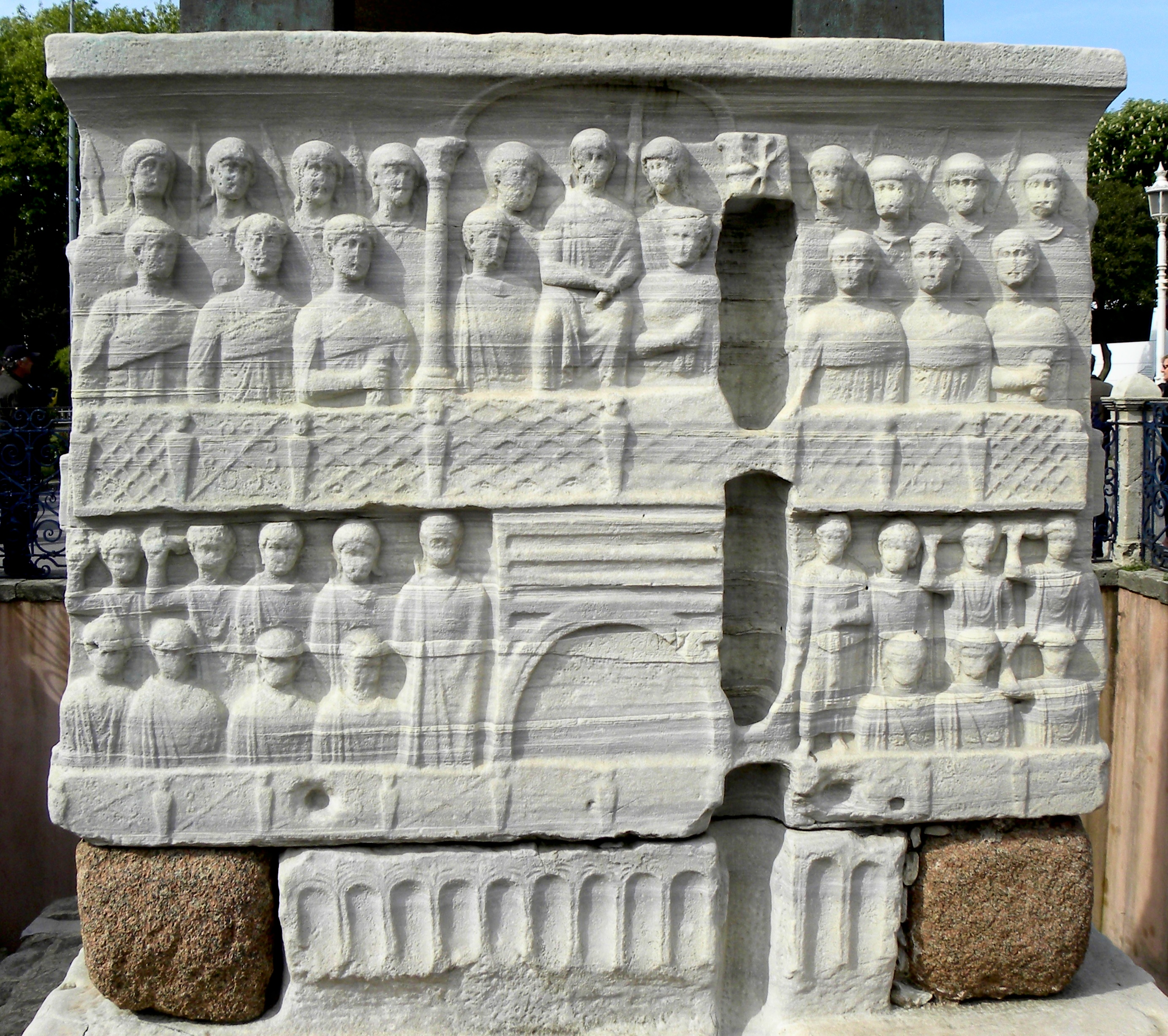
Nordostseite.

#### Nordostseite
Auch auf der Nordostseite des Sockels befindet sich im mittleren oberen Abschnitt die kaiserliche Loge, worin ein Kaiser in der Mitte sitzend zu sehen ist. Schräg rechts befindet sich ein Mitglied des Hofstaats mit einer Rolle in der Hand. Die Person hinter ihm wird als hoher Beamter gedeutet. Die Deutung der zwei Personen auf der linken Seite des Kaisers ist ungewiss, man vermutet hierbei auf zwei Prinzen. Auf der linken und rechten Seite der kaiserlichen Loge befinden sich auch hier wieder jeweils vier Soldaten in der hinteren Reihe und vor ihnen jeweils drei weitere Personen aus dem Hofstaat. Einige der Soldaten tragen Halsringe, Torques, die in der Spätantike auch als militärische Auszeichnungen verliehen wurden. Im unteren Abschnitt sind weitere Hofbeamte zu sehen, in deren Mitte die Treppe, die zur kaiserlichen Loge hinaufführt, ebenfalls dargestellt ist.
Im unteren Teil der Basis ist die Aufrichtung des Obelisken im Hippodrom abgebildet, welche vom Kaiser und seinem Hofstaat in Anwesenheit mitverfolgt wird. Aus diesem Relief kann man schließen, dass die Aufrichtung des Obelisken auf der Spina mit feierlicher Darbietung vonstattengegangen ist.
Die Rinne, welche durch den gesamten Podest auf der nordöstlichen Seite hindurchgeht, wurde nachträglich für eine Brunnenanlage in die Basis eingehauen.

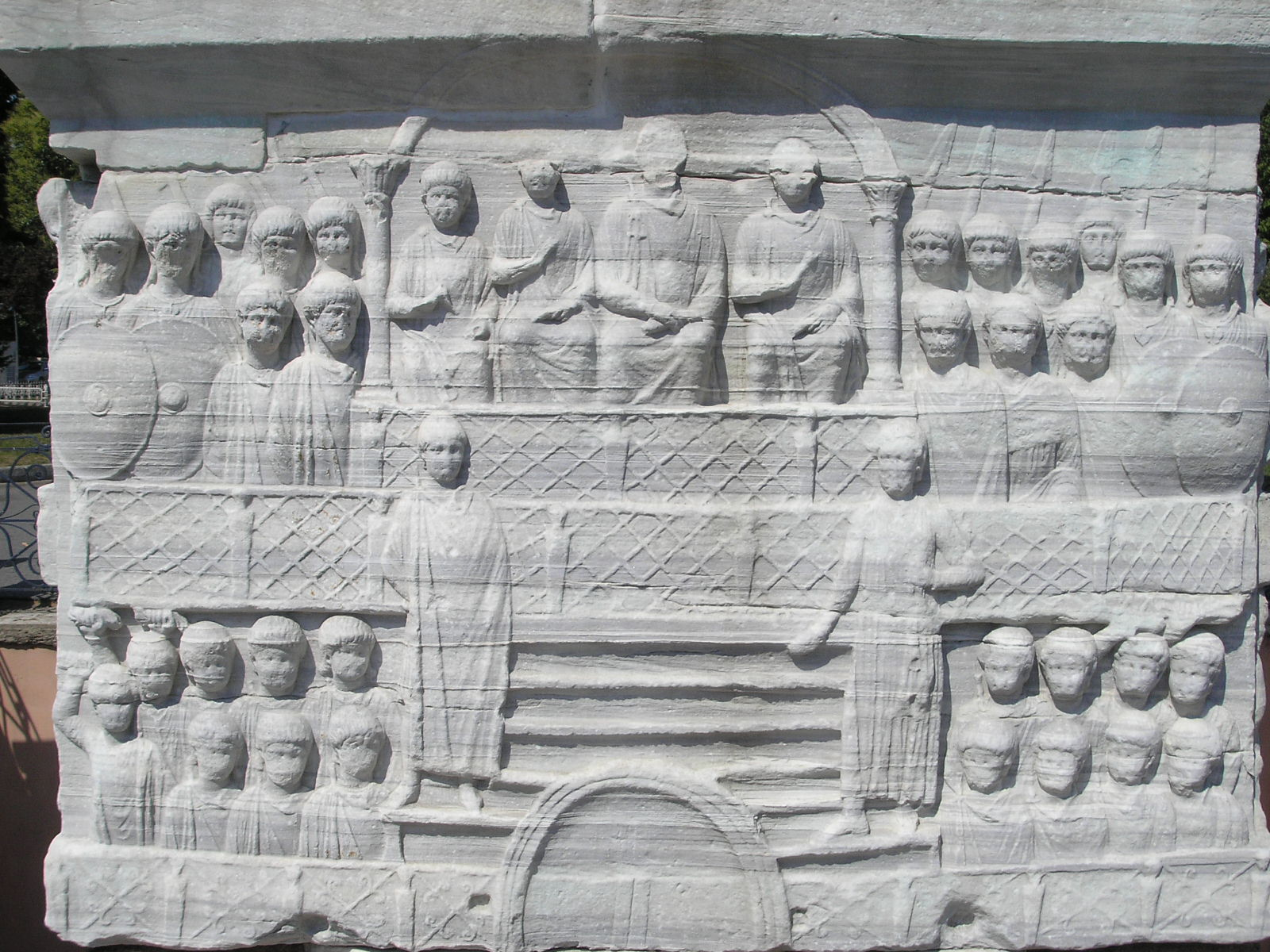
Südwestseite

#### Südwestseite
Die Anordnung des Kaisers, des Hofstaats, der Beamten und der Soldaten der Leibwache gleicht der Darstellung auf der nordöstlichen Seite. Die Abbildung der kaiserlichen Loge stimmt mit der auf der Nordwestseite dargestellten kaiserlichen Loge überein (drei Kaiser, ein Prinz). Im oberen Abschnitt der Basis wird das Publikum dargestellt, welches dem, im unteren Abschnitt der Basis dargestellten, Wagenrennen zu sieht. Neben dem Wagenrennen ist im unteren Abschnitt zudem die Spina mit ihren Monumenten und eine Preisverleihung dargestellt.

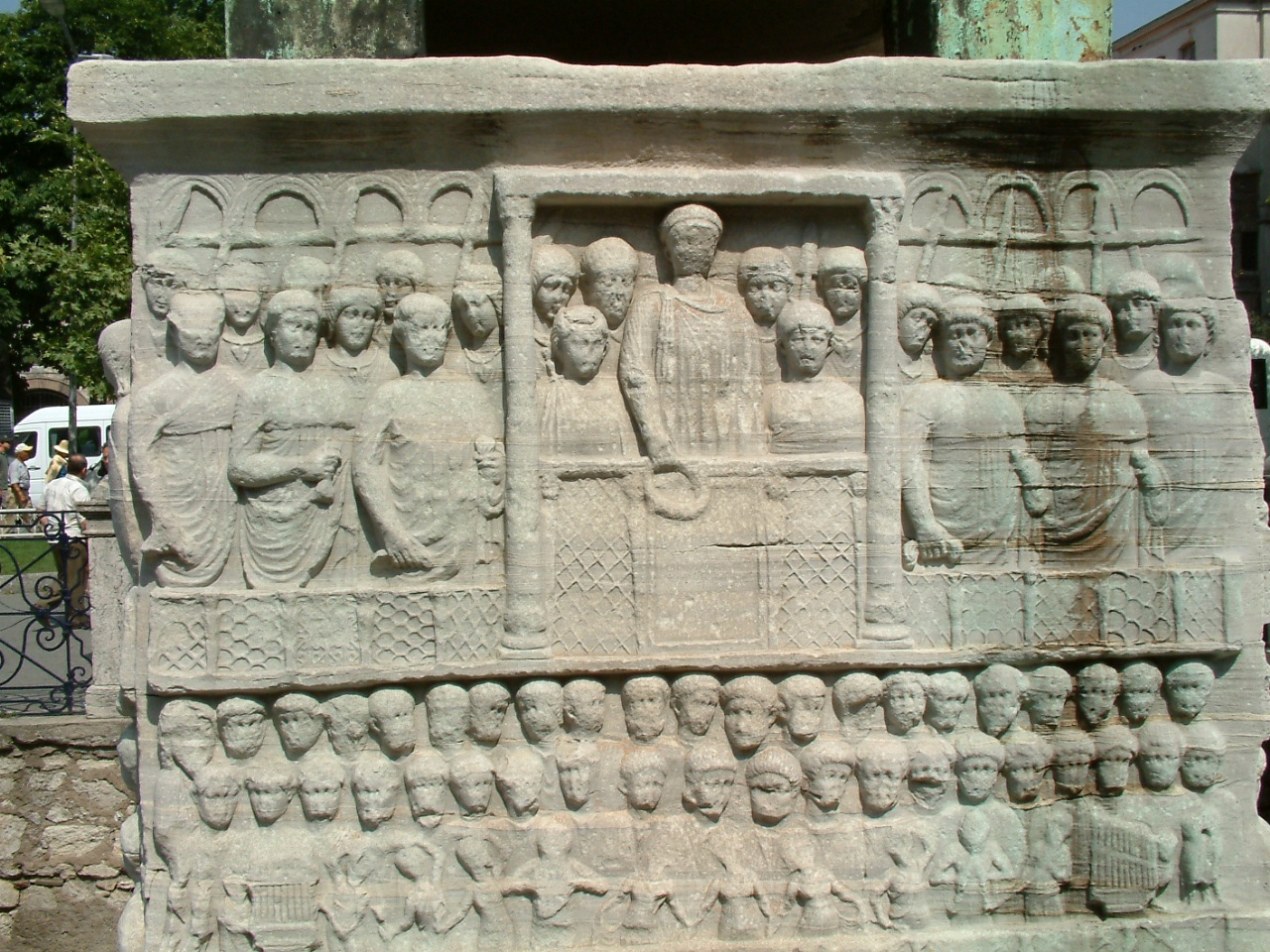
Südostseite

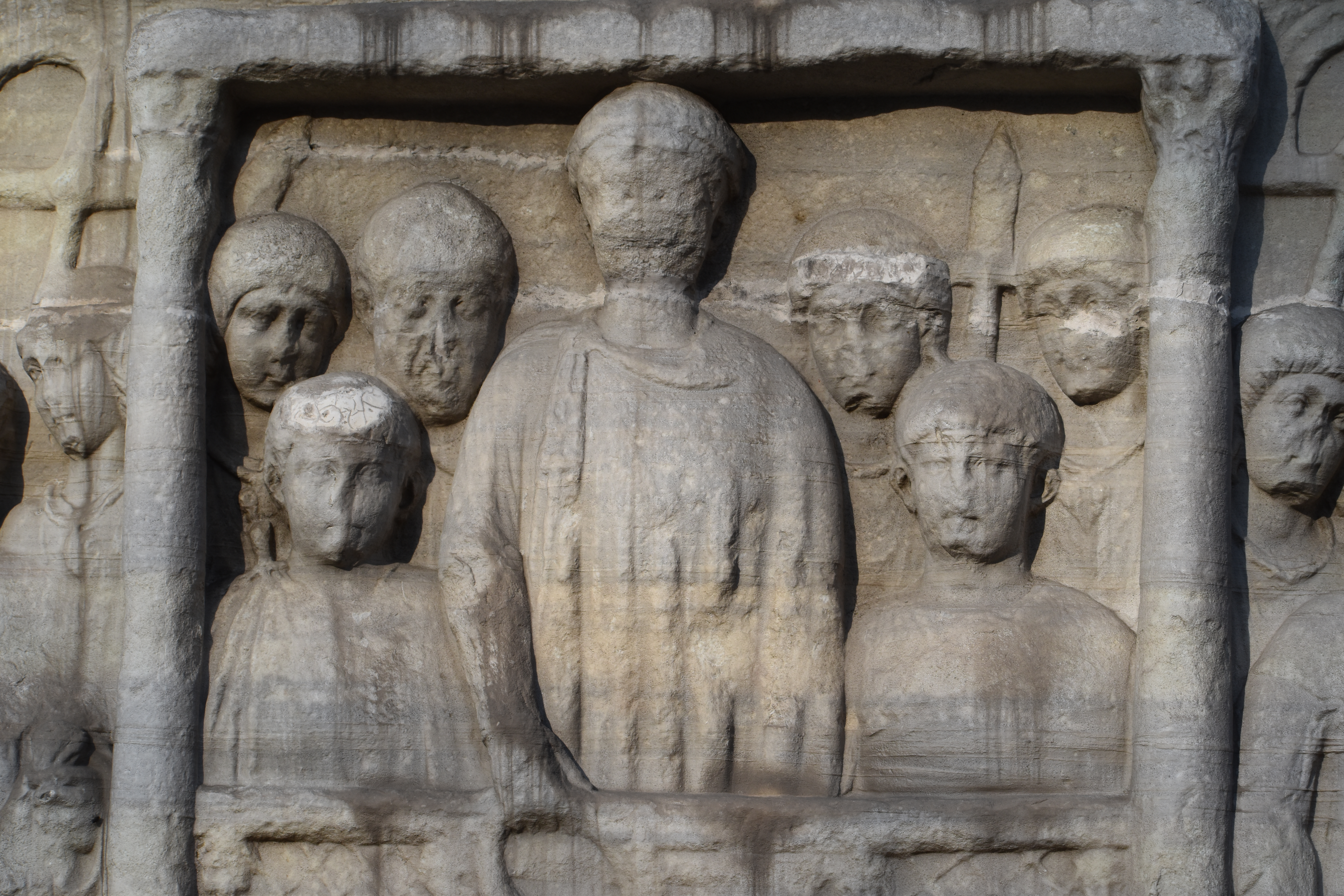
Detail der Loge auf der Südostseite

#### Südostseite
Die Südostseite zeigt den Kaiser in seiner Loge stehend, wie er einen Siegeskranz als Preis (für die Wagenrennen) in seiner Hand bereithält. Links und rechts neben ihm sind zwei Prinzen sowie Soldaten und weitere Mitglieder seines Hofstaats zu sehen. Bei dem Kaiser in der Mitte könnte es sich um Arcadius, bei dem alten, glatzköpfigen Mann rechts hinter ihm um den Prätorianerpräfekten Flavius Eutolmius Tatianus handeln, der zur Zeit der Aufstellung des Obelisken als Berater des jugendlichen Arcadius galt. In dem unteren Abschnitt sind zudem zwei Publikumsreihen abgebildet. Vor diesen befindet sich eine Reihe mit Tänzerinnen und Musikern, die wie es scheint, gerade eine Vorstellung aufführen.
Im unteren Teil des Sockels befindet sich eine lateinische Inschrift, welche übersetzt wie folgt lautet:

„Widerstrebend einst, den erlauchten Herren zu gehorchen, ist mir befohlen, die Palme zu tragen auch über die ausgelöschten Tyrannen. Alles weicht Theodosius und seiner langhin dauernden Nachkommenschaften. So bin ich besiegt und bezwungen in drei mal zehn Tagen, unter Proclus als Richter erhoben zu den hohen Lüften.“

Für die lateinische, sowie die griechische Inschrift ist noch zu sagen, dass der Name des Stadtpräfekten Proculus aus der Inschrift entfernt und nach seinem Tod, durch den damaligen Kaiser Arcadius, 396 wieder eingefügt wurde.
Außerdem besteht die Annahme, dass der Sockel von zwei Künstlern bearbeitet wurde, wobei der eine Künstler sich um die Südost- und Südwestansicht und der andere Künstler sich um die Nordwest- und Nordostansicht gekümmert haben soll.

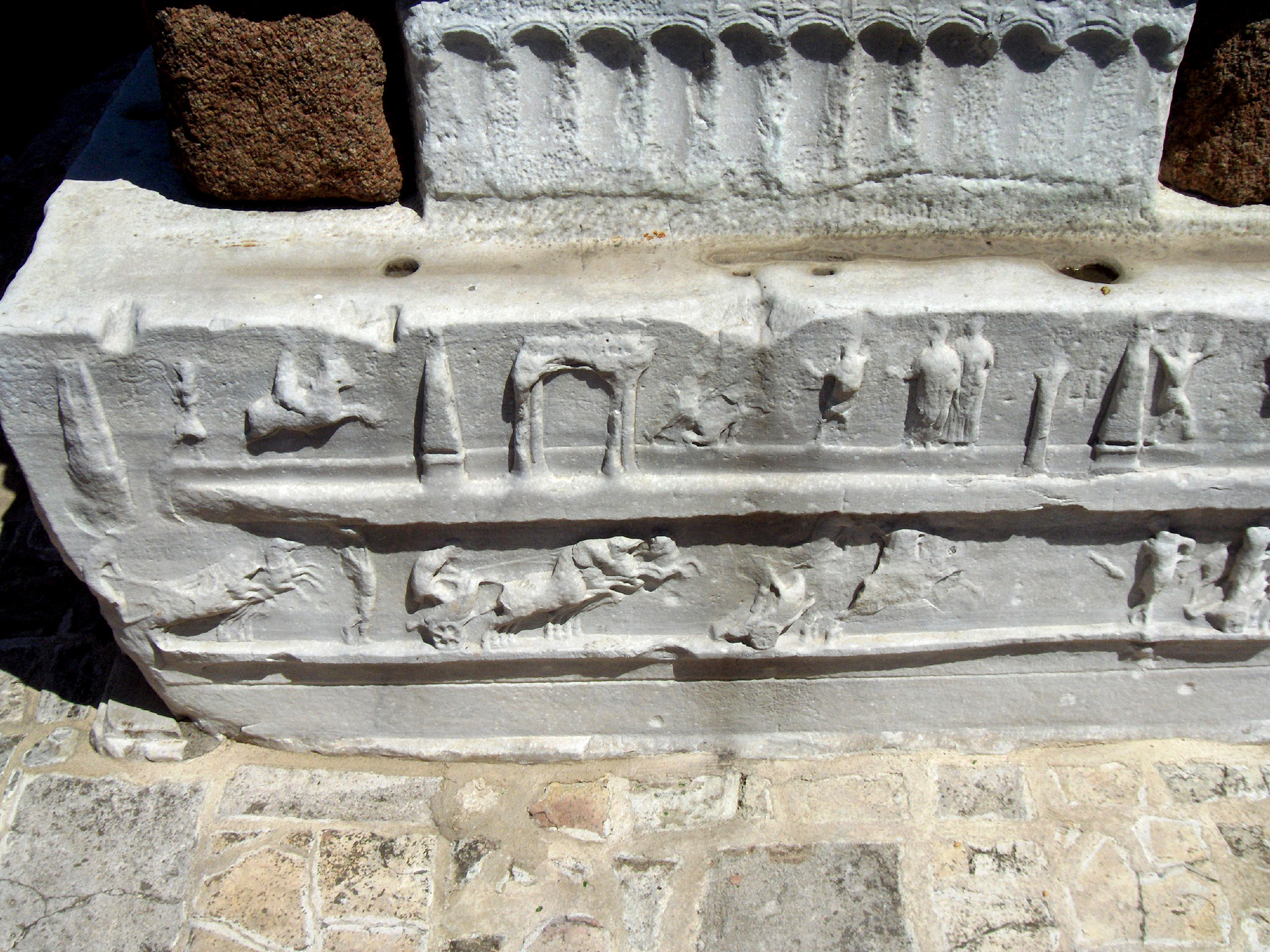
Sockelbereich mit Wagenrennen.
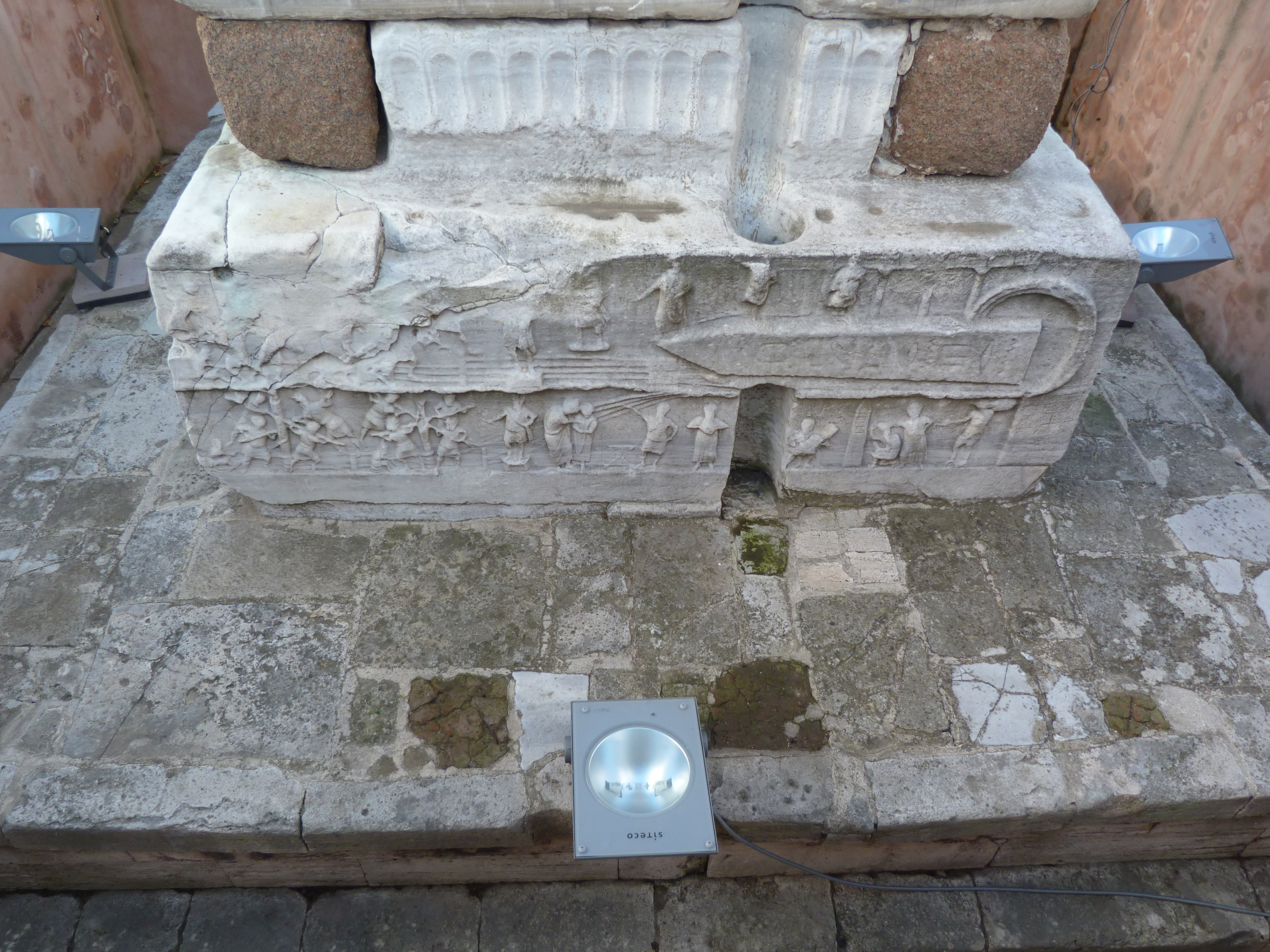
Sockelbereich mit Transport des Obelisken.

### Übersetzung der Hieroglypheninschrift
Auf die glatt geschliffene Oberfläche des 19,59 m hohen Obelisken wurde auf allen seiner vier Schaftseiten Hieroglyphen eingraviert. Das bemerkenswerte an diesem Monolithen und seinen Hieroglyphen ist, dass den vorhandenen Inschriften keine weiteren Inschriften von einem der Nachfolger von Pharao Thutmosis III. hinzugefügt worden sind und man diese in ihrer Originalfassung erhalten hat. Der, bis heute noch relativ gute, Zustand der Hieroglyphen auf dem Obelisken macht es möglich, diese zu lesen und deuten.

### Nordwestseite
Abbildung auf dem Pyramidion:

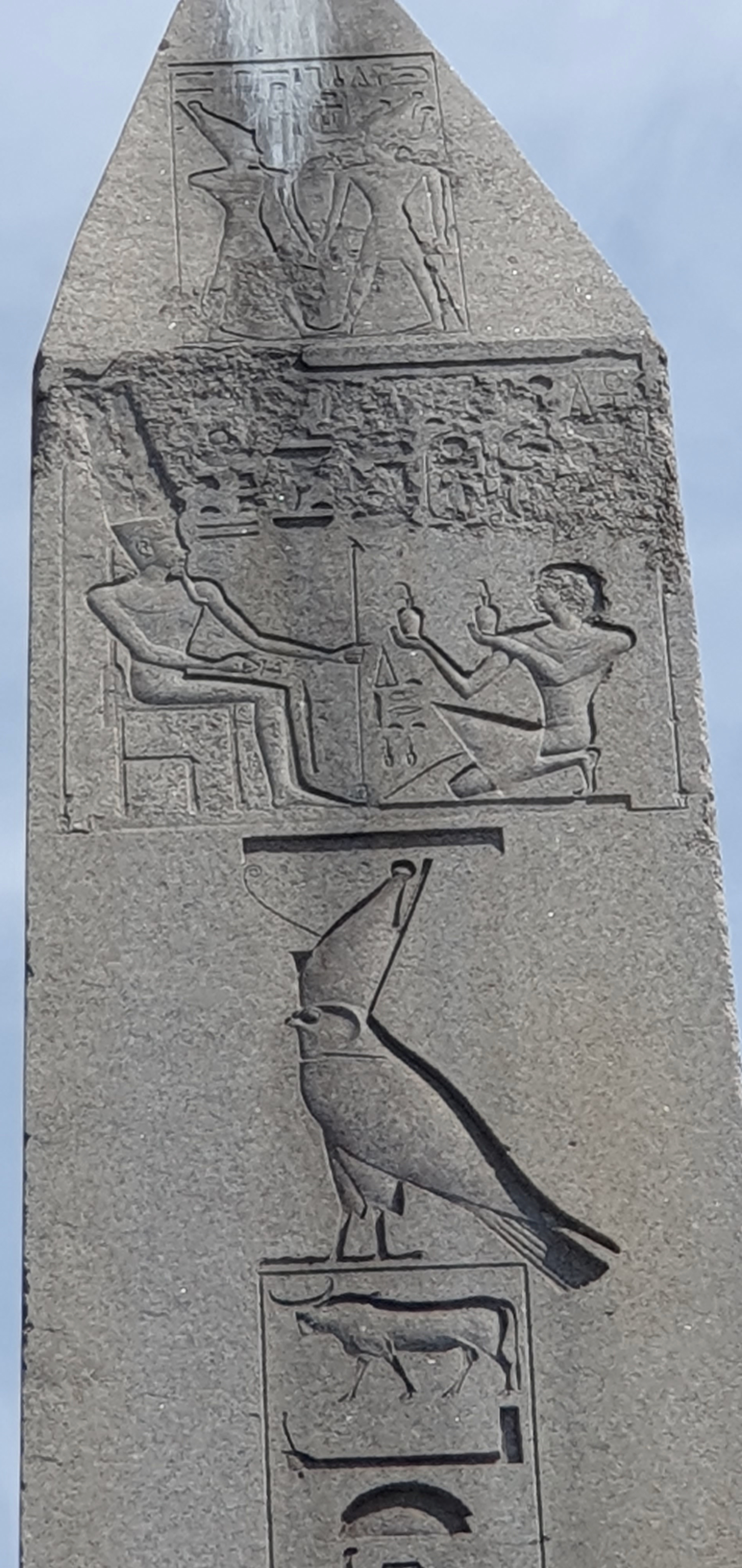
Obere Südwestseite

Thutmosis steht mit der Atef-Krone vor dem Gott Amun-Re, der ihn an die Hand nimmt und Anch-Zeichen spendet.
Linke Inschrift über Amun-Re:
| i | mn · n | N5 · Z1 | di | S34 | f | R11 | S40 | t · U15 | nb · N1 |

Jmn-Rꜥ dj ꜥnḫ=f ḏd wꜢs tm nb pt
Amun-Re gibt ihm Leben, Stabilität und Glück, der vollständige Herr des Himmels
Rechte Inschrift über Thutmosis steht:
|          |    |
| \| \| \| |    |
|          |    |
| ra · mn  | L1 |

| ra · mn | L1 |

|          |    |
| \| \| \| |    |
|          |    |
| ra · mn  | L1 |

| ra · mn | L1 |

nṯr nfr Mn-ḫpr-Rꜥ dj ꜥnḫ ḏt
Guter Gott Mencheperre, gib Leben für ewig.
Obere Abbildung am Schaft:
Thutmosis kniet vor dem sitzenden Amun-Re und opfert zwei Nu-Töpfchen, Amun-Re hält in jeder Hand ein Anchzeichen, wobei er eines Tuthmosis offeriert, was bedeutet, dass er ihm Leben spendet. Die Inschrift zwischen ihnen lautet:
| di | t | i | r · p | W21 |

di.t irp
Geben von Wein
Linke Inschrift über Amun-Re:
| di | S34 | f · nb | R11 | S40 | nb | i | mn · n | N5 · Z1 | nb | W11 · W11 · W11 | nb · N1 |

dj ꜥnḫ=f nb ḏd wꜢs nb Jmn-Rꜥ nb nswt nb pt
Gib ihm alles Leben, Dauer und alles Glück. Amun-Re, Herr der Throne, Herr des Himmels
Rechte Inschrift über Thutmosis:
|          |    |
| \| \| \| |    |
|          |    |
| ra · mn  | L1 |

| ra · mn | L1 |

|             |    |   |
| \| \| \| \| |    |   |
|             |    |   |
| G26         | ms | s |

| G26 | ms | s |

|          |    |
| \| \| \| |    |
|          |    |
| ra · mn  | L1 |

| ra · mn | L1 |

|             |    |   |
| \| \| \| \| |    |   |
|             |    |   |
| G26         | ms | s |

| G26 | ms | s |

Nswt-bjtj Mn-ḫpr-Rꜥ SꜢ Rꜥ Ḏḥwtj msj dj ꜥnḫ mj Rꜥ ḏt
König von Ober- und Unterägypten Mencheperre, Sohn des Re Thutmosis. Gib Leben wie Re für ewig.
Inschrift am Schaft:
| r | n · n | t · U15 | m | M13 | V28 | A18 | D2 | D36 · D36 | R24 | R8 | G14&t | r | M23 | t · V15 | N17 · N17 · N17 | nb | F40 · R4 | P6 | ra | w | nb | O23 | O22 · nb | Z2 · H_SPACE · mn |

Ḥr-KꜢ-nḫt mrj-Rꜥ Nswt-bjtj-Mn-ḫpr-Rꜥ sꜥꜢ.n-Rꜥ rnn tm m wꜢḏ ḥr Njt mwt=nṯr r swtwt tꜢw nb Ꜣwt ꜥhꜥw nb ḥb-sd.w
Horus Kanechet-Merire, der König von Ober- und Unterägypten Mencheperre, den Re groß gemacht hat; der Spross des Atum wurde durch die beiden Arme der Gottesmutter Neith aufgezogen zu einem König, der bezwingt alle Länder, mit langer Lebenszeit, der Herr der Hebsed-Jubiläen ...

### Nordostseite
Abbildung auf dem Pyramidion:

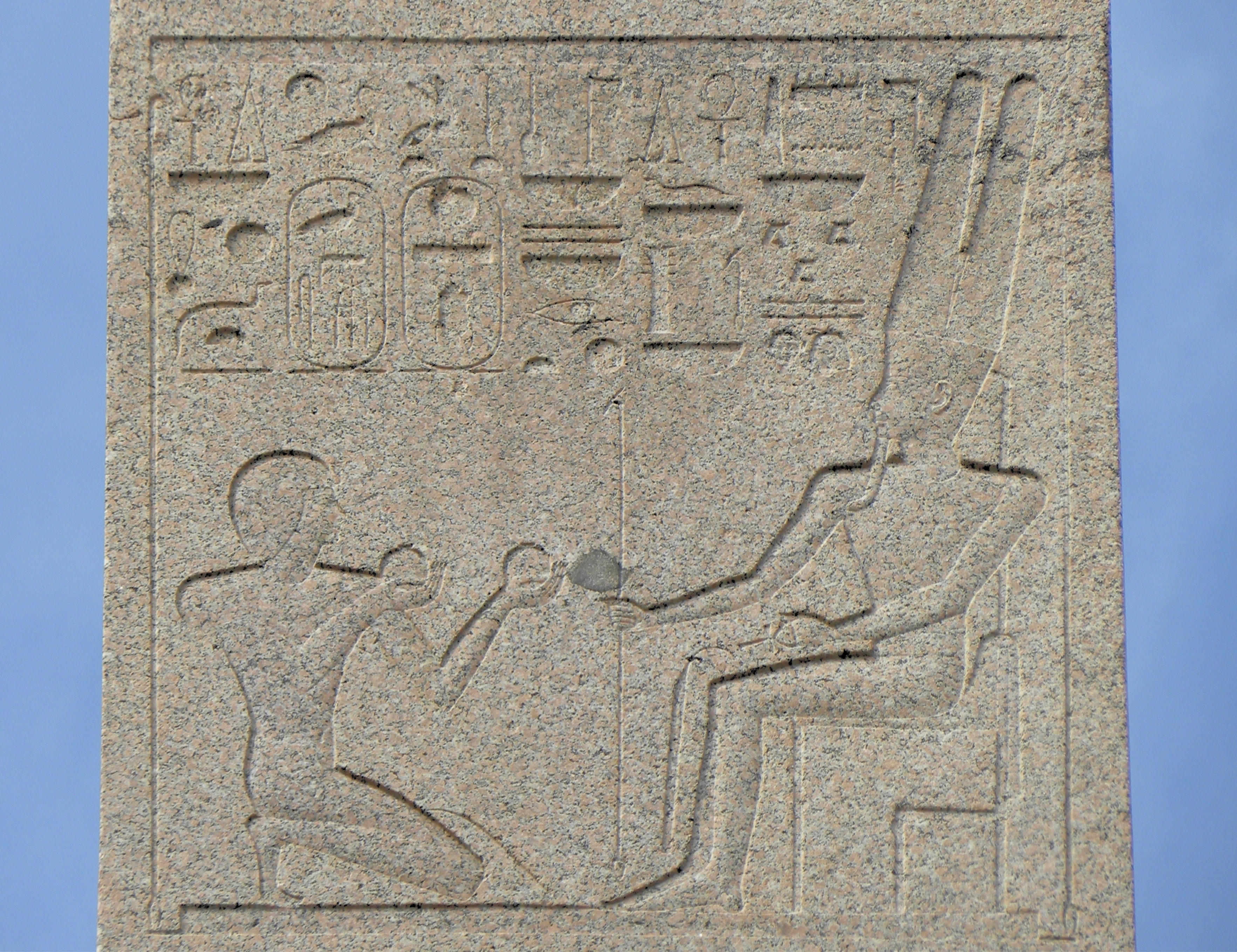
Obere Abbildung am Schaft der Nordostseite

Thutmosis steht mit der oberägyptischen Krone vor dem Gott Amun-Re mit der Doppelfederkrone, der ihn an die Hand nimmt und Anch-Zeichen spendet.
Linke Inschrift über Thutmosis steht:
|          |    |
| \| \| \| |    |
|          |    |
| ra · mn  | L1 |

| ra · mn | L1 |

|          |    |
| \| \| \| |    |
|          |    |
| ra · mn  | L1 |

| ra · mn | L1 |

nṯr nfr Mn-ḫpr-Rꜥ nb jrj ḫt dj ꜥnḫ ḏd wꜢs mj Rꜥ ḏt
Guter Gott Mencheperre, Herr über die Wächter der Gefolgsleute, gib Leben, Stabilität und Glück wie Re für ewig.
Rechte Inschrift über Amun-Re:
| i | mn · n | N5 · Z1 | D37 · f | S34 | S40 | nb | nb · N1 |

Jmn-Rꜥ dj=f ꜥnḫ wꜢs nb nb pt
Amun-Re gibt ihm jedes Leben und Glück, Herr des Himmels
Obere Abbildung am Schaft:
Thutmosis kniet vor dem sitzenden Amun und opfert zwei Brote, Amun-Re hält in einer Hand ein Anchzeichen und in der anderen ein Was-Zepter. Zwischen ihnen gibt es keine Inschrift.
Linke Inschrift über Thutmosis:
|          |    |
| \| \| \| |    |
|          |    |
| ra · mn  | L1 |

| ra · mn | L1 |

|             |    |   |
| \| \| \| \| |    |   |
|             |    |   |
| G26         | ms | s |

| G26 | ms | s |

|          |    |
| \| \| \| |    |
|          |    |
| ra · mn  | L1 |

| ra · mn | L1 |

|             |    |   |
| \| \| \| \| |    |   |
|             |    |   |
| G26         | ms | s |

| G26 | ms | s |

nṯr nfr nb tꜢwj nb jrj ḫt Nswt-bjtj Mn-ḫpr-Rꜥ SꜢ Rꜥ Ḏḥwtj msj dj ꜥnḫ nb mj Rꜥ ḏt
Guter Gott, Herr der beiden Länder, Herr über die Wächter der Gefolgsleute, der König von Ober- und Unterägypten Mencheperre, Sohn des Re Thutmosis. Gib jedes Leben wie Re für ewig.
Rechte Inschrift über Amun-Re:
| di | S34 | f · nb | R11 | S40 | nb | i | mn · n | nb | W11 · W11 · W11 | N17 · N17 | D2 | D1 | O29V | R8 |

dj ꜥnḫ=f nb ḏd wꜢs nb Jmn-Rꜥ nb nswt tꜢwj ḥrj-tp ꜥꜢ nṯr
Gib ihm alles Leben, Dauer und alles Glück. Amun, Herr der Throne der beiden Länder, Oberster, großer Gott
Inschrift am Schaft:
|             |         |     |
| \| \| \| \| |         |     |
|             |         |     |
| ra · mn     | ra · L1 | D17 |

| ra · mn | ra · L1 | D17 |

|             |         |     |
| \| \| \| \| |         |     |
|             |         |     |
| ra · mn     | ra · L1 | D17 |

| ra · mn | ra · L1 | D17 |

Ḥr-QꜢj-ḥḏt mrj-Rꜥ Nswt-bjtj Nb.tj-Sḫꜥj-mꜢꜥt mrj-tꜢwj Mn-ḫpr-Rꜥ tjt-Rꜥ nb ḫt wˁf tꜢ nb jr(j) taš wpt-tꜢ pḥww r Nhrn
Horus Oajchedet-Merire, der König von Ober- und Unterägypten, Nebti Schajmaat, Mencheperre-Titre Herr, der jedes Land niederzwingt, setzte seine Grenze im äußersten Süden und an der äußersten Nordgrenze von Naharina ...

### Südostseite
Abbildung auf dem Pyramidion:
Thutmosis steht mit der unterägyptischen Krone vor dem Gott Amun-Re mit der Doppelfederkrone, der ihn an die Hand nimmt und Anch spendet.
Linke Inschrift über Thutmosis steht:
|          |    |
| \| \| \| |    |
|          |    |
| ra · mn  | L1 |

| ra · mn | L1 |

|          |    |
| \| \| \| |    |
|          |    |
| ra · mn  | L1 |

| ra · mn | L1 |

Nswt-bjtj Mn-ḫpr-Rꜥ dj ꜥnḫ ḏd wꜢs mj Rꜥ ḏt
König von Ober- und Unterägypten Mencheperre, gib Leben, Stabilität und Glück wie Re für ewig.
Rechte Inschrift über Amun-Re:
| i | mn · n | N5 · Z1 | di | S34 | f | R11 | S40 | M23 | t · R8 · Z2 |

Jmn-Rꜥ dj ꜥnḫ=f ḏd wꜢs nswt nṯr.w
Amun-Re gibt ihm Leben, Stabilität und Glück, der König der Götter
Obere Abbildung am Schaft:
Thutmosis kniet vor dem sitzenden Amun-Re und opfert zwei Nu-Töpfchen, Amun-Re hält in jeder Hand ein Anchzeichen, wobei er eines Tuthmosis offeriert, was bedeutet, dass er ihm Leben spendet. Die Inschrift zwischen ihnen lautet:
| r · di · t | W14 |

rdj.t ḥst
Spenden eines Trankopfers
Linke Inschrift über Thutmosis:
|          |    |
| \| \| \| |    |
|          |    |
| ra · mn  | L1 |

| ra · mn | L1 |

|             |    |   |
| \| \| \| \| |    |   |
|             |    |   |
| G26         | ms | s |

| G26 | ms | s |

|          |    |
| \| \| \| |    |
|          |    |
| ra · mn  | L1 |

| ra · mn | L1 |

|             |    |   |
| \| \| \| \| |    |   |
|             |    |   |
| G26         | ms | s |

| G26 | ms | s |

Nswt-bjtj Mn-ḫpr-Rꜥ SꜢ Rꜥ Ḏḥwtj msj dj ꜥnḫ nb mj Rꜥ ḏt
König von Ober- und Unterägypten Mencheperre, Sohn des Re Thutmosis. Gib jedes Leben wie Re für ewig.
Rechte Inschrift über Amun-Re:
| di | S34 | f · nb | R11 | S40 | nb | i | mn · n | N5 · Z1 | M23 | t · R8 · Z2 | nb | p · t · N1 | S38 | O28 | W24 |

dj ꜥnḫ=f nb ḏd wꜢs nb Jmn-Rꜥ nswt nṯr.w nb pt ḥq3 Jwnw
Gib ihm alles Leben, Dauer und alles Glück. Amun-Re, König der Götter, Herr des Himmels, Herrscher von Heliopolis
Inschrift am Schaft:
|             |         |         |
| \| \| \| \| |         |         |
|             |         |         |
| ra · mn     | ra · L1 | U21 · n |

| ra · mn | ra · L1 | U21 · n |

|             |         |         |
| \| \| \| \| |         |         |
|             |         |         |
| ra · mn     | ra · L1 | U21 · n |

| ra · mn | ra · L1 | U21 · n |

Ḥr-KꜢ-nḫt ḫꜥj-m-WꜢst Nb.tj-WꜢḥ-nsyt-mj-Rꜥ-m-pt Ḥr.(w)-Ḏsr-ḫˁw sḫm-pḥtj Nswt-bjtj Mn-ḫpr-Rꜥ stp.n Rꜥ jrj.n=f m mnw=f ntf Jmn-Rꜥ nb nswt tꜢwj sꜥḥꜥ
Horus Kanechet-Hajemwaset, Nebti Wachnesyt-Mireempet, Goldhorus Djeserchau-Sechempechti, König von Ober- und Unterägypten Mencheperre-Setepenre, er hat es als ein Denkmal für Amun-Re gemacht, Herr der Throne der beiden Länder, (er) errichtete (für ihn zwei sehr große Obelisken aus Granit, deren Pyramiden aus Elektron sind, damit ihm [Tuthmosis III.] Leben gegeben werde in Ewigkeit).

### Südwestseite
Abbildung auf dem Pyramidion:
Thutmosis steht mit der Atef-Krone vor dem Gott Amun-Re mit der Pschent-Krone, der ihn an die Hand nimmt und Anch-Zeichen spendet.
Linke Inschrift über Amun-Re:
|  |

|  |

|  |

|  |

Jmn-Rꜥ [...] tm dt
Amun-Re [...] vollständige für ewig
Rechte Inschrift über Thutmosis steht:
|          |    |
| \| \| \| |    |
|          |    |
| ra · mn  | L1 |

| ra · mn | L1 |

|          |    |
| \| \| \| |    |
|          |    |
| ra · mn  | L1 |

| ra · mn | L1 |

nṯr nfr Mn-ḫpr-Rꜥ dj ꜥnḫ ḏt
Guter Gott Mencheperre, gib Leben für ewig.

Obere Abbildung am Schaft:
Thutmosis kniet vor dem sitzenden Amun-Re und opfert zwei Milchkrüge, Amun-Re hält in einer Hand ein Anchzeichen und in der zweiten ein Was-Zepter. Die Inschrift zwischen ihnen lautet:
| di | t | ir · r | t · t | W20 | W20 |

di.t jrḏt
Geben von Milch
Linke Inschrift über Amun-Re:
| di | S34 | f · nb | R11 | S40 | nb | i | mn · n | N5 · Z1 | nb | W11 · W11 | W11 · t | N17 · N17 |

dj ꜥnḫ=f nb ḏd wꜢs nb Jmn-Rꜥ nb nswt
Gib ihm alles Leben, Dauer und alles Glück. Amun-Re, Herr der Throne der beiden Länder
Rechte Inschrift über Thutmosis:
|          |    |
| \| \| \| |    |
|          |    |
| ra · mn  | L1 |

| ra · mn | L1 |

|             |    |   |
| \| \| \| \| |    |   |
|             |    |   |
| G26         | ms | s |

| G26 | ms | s |

|          |    |
| \| \| \| |    |
|          |    |
| ra · mn  | L1 |

| ra · mn | L1 |

|             |    |   |
| \| \| \| \| |    |   |
|             |    |   |
| G26         | ms | s |

| G26 | ms | s |

nṯr nfr nb tꜢwj nb jrj ḫt Nswt-bjtj Mn-ḫpr-Rꜥ SꜢ Rꜥ Ḏḥwtj msj dj ꜥnḫ nb mj Rꜥ ḏt
Guter Gott, Herr der beiden Länder, Herr über die Wächter der Gefolgsleute, der König von Ober- und Unterägypten Mencheperre, Sohn des Re Thutmosis. Gib jedes Leben wie Re für ewig.
Inschrift am Schaft:
| U28 | P1 · F46 | r | wr | N36 · n | h · r | n · N25 | m | q · H_SPACE | n · t | D40 | m | n · M3 | t · Aa1 · D40 | r | F4 · t · Z1 | A12 | Z3 | f · ir | M12 | i | i | t · Z2 | O29 | t · a |

Ḥr-KꜢ-nḫt ḫꜥj-m-mꜢˁt Nswt-bjtj Mn-ḫpr-Rꜥ jrj.n Rꜥ ḏꜢj q3b r wrw m qnt m-ḫt nḫt r-ḥ3t mnfyt=f jrj ẖ3yt ꜥ3t
Horus Kanechet-Hajemmaat, der König von Ober- und Unterägypten Mencheperre-Irinre, der die Windung des Gewässers von Naharina (d. i. der Euphrat) überquerte und in Kraft und Sieg an der Spitze seiner Truppen ein großes Gemetzel anrichtete ...

## Im Wandel der Zeit
Der Obelisk von Istanbul hat viele besondere Merkmale. Er ist der einzige Obelisk, aus der Zeit von Pharao Thutmosis III., dessen Inschriften unbeschädigt und unergänzt geblieben sind. Er ist der einzige Obelisk, der, nachdem er aus dem Karnak-Tempel abmontiert und im Hippodrom in Konstantinopel aufgerichtet wurde, dessen Standort nicht geändert wurde. Und er ist mit zwei weiteren Monumenten, dem gemauerten Obelisken und der Schlangensäule, das einzige Wahrzeichen, welches auf der Spina stand und uns heute noch an das damalige Hippodrom in Konstantinopel erinnert.
Im Wandel der Zeit hat der Obelisk den Platz, auf dem er steht, unter den verschiedensten Gesichtspunkten miterlebt. Nachdem er in Ägypten als Monument des Sonnengottes Amun-Rê gedient hatte, verherrlichte er im Hippodrom von Konstantinopel die Macht des christlichen Kaisertums im oströmischen Reich. Dies geschah auch in Konkurrenz zum weströmischen Reich, da in Rom selbst mehrere ägyptische Obelisken aufgerichtet worden waren.
Nach der Eroberung Konstantinopels im Jahre 1453 durch das Osmanische Reich hatte der Obelisk, der einst die Spina im Hippodrom schmückte, an Wert verloren. Das Hippodrom war nur noch eine Ruine und gehörte nicht zu den Arealen in der Stadt, die nach der Eroberung wieder restauriert wurden. Übrig geblieben von dem Hippodrom war nur noch die Spina mit ihren Monumenten darauf. Für den Bau von neuen Gebäuden in der Umgebung wurden die noch gut erhaltenen Steine aus dem zerstörten Hippodrom genutzt. Anschließend wurde das Areal zum Platz und erhielt den Namen „Atmeydanı“ (deutsch: Pferdeplatz). Somit gewann der Platz wieder an Lebendigkeit und es wurden Feste, Zeremonien und Versammlungen veranstaltet. Einigen Berichten zufolge sprachen die Menschen in diesem Zeitabschnitt dem Obelisken eine magische Bedeutung zu, wodurch dieser eine neue Bedeutung bekam und somit am Platz unverändert stehen bleiben konnte.
Im Jahre 1609 fing man mit dem Bau der großen Sultan-Ahmed-Moschee an. Während dieser Errichtung wurde die ausgehobene Erde auf den „Atmeydanı“-Platz geschüttet, was zur Folge hatte, dass das Bodenniveau anstieg und der Stufenunterbau und der untere Teil des Sockels mit der Zeit unter Erde begraben wurden.
Mit Ende der Renaissance und Anfang der Barockepoche gewann der Obelisk durch die vielen Gelehrten, Schriftsteller und Künstler aus den verschiedenen Regionen, die in der Zeit als Reisende in Konstantinopel unterwegs waren, wieder an Anerkennung als historisches Monument. Sie machten in ihren Schriften und Aufzeichnungen auf den Obelisken aufmerksam und setzten den Monolithen wieder in den Fokus des globalen Bewusstseins.
Im Jahre 1856 fand die erste Ausgrabung unter Charles Newton auf dem „Atmeydanı“-Platz statt und der untere Teil des Sockels sowie der Stufenunterbau konnten freigelegt werden. Seit diesem Zeitpunkt steht der Obelisk umrandet von einem Eisenzaun in einer Grube auf dem „Atmeydanı“-Platz.
Der Obelisk befindet sich in einer sehr erdbebenbetroffenen Region und war auch über die Jahre seit seiner Aufrichtung vielen Erdbeben sowie anderen Naturkatastrophen und Bränden ausgesetzt. Trotz dieser zerstörerischen Einflüsse schafft es der Obelisk im Großen und Ganzen „stabil“ zu bleiben. Einer Untersuchung zufolge liegt wahrscheinlich der Widerstandsfähigkeit des Obelisken gegen diese ganzen Einflüsse das Baumaterial, der Granit, zu Grunde.
Heute kann man sagen, dass der Obelisk für viele Bewohner Istanbuls einen städtischen Wert erhalten hat. Der Obelisk gehört, wie die anderen antiken überlebenden Monumente zum „Sultan Ahmet Meydanı“ (heutiger Name des Platzes) und gibt ihm seinen Charakter. Im Gegensatz dazu ist für viele Touristen der Obelisk, in Hinsicht auf seine Geschichte, bis heute noch eine sehr berühmte Anlaufstelle. Somit wird der Obelisk von Istanbul als eine der bedeutendsten Sehenswürdigkeiten der Stadt gesehen.